# Espontaneada
Espontaneada es una figura exclusiva del ordenamiento jurídico gallego que estuvo en vigor en la segunda mitad del siglo XVIII. Esta fórmula fue inventada para preservar la virtud y evitar que la mujer soltera o viuda que hubiese quedado embarazada reincidiera en la tentación de mantener relaciones sexuales.

## Historia
En los archivos de muchos municipios gallegos se guardan documentos que acreditan el requerimiento de espontanearse de algunas mujeres, y la necesidad de declarar el embarazo o el alumbramiento. Era una forma de protección para la madre, las autoridades podían controlar de este modo que no abortaban ni abandonaban al bebé y ellas recibían a cambio un salvoconducto que les evitaba insultos, burlas o ataques de sus vecinos y situaciones como la de perder un trabajo o tener que abandonar el lugar en el que estaban instaladas y que evitaban así ser objeto de persecución. En todo caso, la honestidad de la espontaneada quedaba bajo control.

Aunque a este procedimiento se le llamaba 'espontanearse', no está claro cuánto de espontáneo tenía que se presentasen ante una autoridad local a admitir que se habían quedado embarazadas y contar de quién y cómo había ocurrido. No era obligatorio, pero si no lo hacían, las llamaban a comparecer ante las autoridades cuando estas se enteraban de que esperaban un bebé y no estaban casadas. 
"La obligación de las mujeres gallegas solteras y viudas embarazadas de presentarse y declarar su embarazo era una medida de control por parte de las autoridades con la finalidad básica de evitar abortos y expósitos pero, al mismo tiempo, se convertía en una medida de protección a la mujer porque, desde el momento en el que se espontaneaban, no podían ser perseguidas, expulsadas del lugar ni encarceladas por este motivo. A cambio, [las autoridades] se comprometían a cuidar de la criatura que pariesen y a vivir de forma honesta sin dar escándalo. Además, resultaba útil espontanearse porque salvaguardaba a las mujeres de la confusión de una falta aislada con el vicio implícito en la reiteración o la prostitución".
Aunque esta práctica no se daba en otras zonas de España, sí se conoce en otros lugares, también con normas derivadas del derecho romano, como Francia.

## Procedimiento
El procedimiento solía ser breve y sencillo. La mujer, a cambio de ser declarada espontánea, recibía del juez un salvoconducto en el que se hacía constar que la justicia no podía molestarla. En la mayoría de los casos debía presentar un fiador, aunque en otros se le permitía no presentar fianza a condición de aceptar las obligaciones establecidas por la autoridad, que era el corregidor o el alcalde mayor.
Los expedientes suelen ser sencillos y no abarcan más de un par de páginas. En ellos la mujer se presenta ante la autoridad, explica su procedencia, estado civil y trabajo habitual, tanto de ella como de sus padres, para pasar a continuación a enumerar los mismos datos del hombre con el que mantuvo cópula carnal tras ser víctima de la fragilidad humana, identificando, siempre que pueda, al varón y a su familia directa con los mismos datos. A partir de ahí explicará con todo tipo de detalle lo ocurrido para luego nombrar un fiador que se haga cargo, con sus bienes y patrimonio, del futuro de la criatura y de que la mujer no provoque escándalo público. 
Un embarazo fuera del matrimonio no era un delito y la mayoría de estas mujeres alegaban ser víctimas de falsas promesas de matrimonio o de una violación, lo que les permitía salvar el honor.
Lo más importante de este procedimiento es que por primera vez es la mujer anónima y de clase baja la que cobra protagonismo en la historia, narrando los hechos en primera persona y explicando todas las vicisitudes de su día a día y los detalles de su sexualidad. 

## Ejemplo
ESPONTANÍA DE JOSEFA PRIETO (Archivo Notarial de La Coruña, legajo 1157, escritura número 116)
En la freguesía de Santa María de Narahío, a diez y ocho días del mes de noviembre, año de mil ochocientos y cinco, su majestad Vicente de Castro, que hace de juez ordinario en ella y su jurisdicción, por ante mí notaría y escribano numerario, dijo haber llegado noticia que su domiciliaria Josefa Prieto de estado soltera, se hallaba encinta, y a fin de precaver los perjuicios que acredita la experiencia, manda se presente para que haga la competente obligación con fianza. Y por este auto así lo proveyó y no firma por no saber, de que el presente escribano de número de Neda, da fe. Por su mandado, Balthasar de Rivera.
OBLIGACIÓN Y FIANZA
En la freguesía de Santa María de Narahío a dieciocho días del mes de noviembre, año de mil ochocientos y cinco, yo, escribano, teniendo ante mí y en presencia de su majestad, a Josefa Prieto, de estado soltera, hija de Domingo Vidal y de su difunta mujer, Thomasa Prieto, vecinos de que son y fueron de la parroquia de San Xulián de Lamas, hice saber a la sobredicha el auto de arriba para inteligencia y cumplimiento y enterada y bajo juramente que prestó en debida forma, de que certifico, declara: Que movida de la fragilidad humana y a consecuencia de palabra de casamiento que le ha dado su convecino Vicente Fernández de Fontela, del mismo estado, habitante en el lugar da Fontela, resultó encinta de ocho meses a esta parte, poco más o menos, y de la criatura que Nuestro Señor se ha servido darle, se obliga a dar cuenta cada y cuando se le mande y de criarla y educarla siempre y su estado y circunstancia y cuando que no lo haga o falte a cualquiera de ellos, a mayor abundamiento da por su fiador y principal pagador a dicho su padre, Domingo Vidal, quien hallándose presente, sabedor del riesgo a que se expone y haciendo de deuda y causa ajena suya propia, renunciando a las leyes de la misma comunidad, dijo que salía y sale por tal fiador de dicha su hija que se halla en su casa y compañía. Y obligó con su persona y bienes muebles y raíces, habidos y por haber, de que esta dará cuenta de la criatura que Dios se ha servido darle a luz, sin maltratarla en manera alguna y, en defecto, lo hará y cumplirá el otorgante como tal su fiador y principal pagador, a costa de su persona y bienes que sujeta en toda forma. Renunciando una y otro a todas leyes de su favor y se someten al presente por juez y más justicias de su repudiación de leyes y la general que las prohíbe en forma. Así lo dijeron, no firmando, expresando no saber, ni tampoco su majestad por la misma razón, siendo testigos Bartholomé Espantoso, vecino de la villa de Neda, Julio de Grandal y Juan Romeu, vecinos de esta freguesía y de todo ello, yo, escribano, doy fe.
AUTO
Por lo que resulta de los antecedentes, usando su majestad de benignidad, previene a Josefa Prieto que en lo sucesivo viva casta y honestamente con todo género de personas y especialmente con Vicente Fernández, con apercibimiento de que haciendo lo contrario se le castigará con mayor rigor y se le reserva su derecho a salvo para que hiciese de él como le convenga y de el competente testimonio, con presentación de este auto, que proveyó, mandó y firmó su majestad don Vicente de Castro, que hace de justicia ordinaria en esta jurisdicción de Narahío, en ella, a los dieciocho de noviembre de mil ochocientos y cinco. Por mandado, Rivera.